# IOS 15
iOS 15 — це п'ятнадцятий і поточний великий реліз мобільної операційної системи iOS, розробленої Apple для своїх продуктів iPhone та iPod Touch. Він був оголошений на Всесвітній конференції розробників компанії 7 червня 2021 року як наступник iOS 14, і був опублікований для публіки 20 вересня 2021 року

## Історія

### Оновлення
Перша бета-версія для розробників iOS 15 була випущена 7 червня 2021 року, а перша публічна бета-версія з'явилася наприкінці червня 2021 року, через шість днів після виходу другої бета-версії для розробників. Друга публічна бета-версія була випущена 16 липня 2021 р. iOS 15 офіційно вийшла 20 вересня 2021 р.
| Версія  | Номер збірки | Дата виходу     | Примітки                                                                             |
| ------- | ------------ | --------------- | ------------------------------------------------------------------------------------ |
| 15.0    | 19A341       | 24 вересня 2021 | Поставляється з iPhone 13                                                            |
| 15.0    | 19A346       | 20 вересня 2021 | Початковий випуск                                                                    |
| 15.0.1  | 19A348       | 1 жовтня 2021   | Виправлення помилок - Виправлено проблему, коли Apple Watch не розблокував iPhone 13 |
| 15.0.2  | 19A404       | 11 жовтня 2021  | Виправлення помилок - Fixes issue with Messages photo bug, security update, more     |
| 15.1 RC | 19B74        | 18 жовтня 2021  |                                                                                      |

Легенда:  Попередній випуск  Поточний випуск  Beta

## Особливості

### Фокус
Фокус дозволяє користувачам встановлювати свій поточний «стан», наприклад, роботу, сон, режим «Не турбувати» або власний. Фокус керує сповіщеннями та показаними програмами.
Focus також контролює взаємодію з контактами: стан «Не турбувати» можна поділитися з контактами iMessage.
Фокусування автоматично синхронізується на різних пристроях iOS в одному обліковому записі iCloud.

### iCloud
Резервне копіювання в iCloud тепер також можна робити в стільникових мережах 5G.

### Повідомлення
Сповіщення містять фотографії контактів для всіх комунікаційних програм та значки додатків більшого розміру. Повідомлення можна запланувати для доставки пізніше.

### Живий текст
Пристрої з Apple A12 або новішими підтримують Live Text у стандартних програмах, які можуть транскрибувати текст із зображень та фотографій за допомогою OCR.

### Диктант
Раніше обмежувався 60 секундами, доступний на клавіатурі диктант «Голос до тексту» — необмежений.

### Загальносистемний переклад
Загальносистемний переклад дозволяє користувачеві перекладати текст у всіх стокових програмах, вибравши його та торкнувшись опції «Перекласти».

### RealityKit 2
RealityKit 2 — це AR API, який може швидше захоплювати об'єкти, застосовувати власні шейдери та використовувати динамічні активи.

### Покращення доступності
- Спеціальні можливості для кожного додатка. Кожен додаток може мати різні налаштування тексту спеціальних можливостей, наприклад великі кнопки.[13]
- Дослідження зображень за допомогою VoiceOver: VoiceOver буде диктувати текст для читання за допомогою OCR.
- Описи голосових зображень у розмітці: Розмітка дозволяє користувачеві додавати описи зображень, які можна прочитати за допомогою VoiceOver.
- Звукові дії для управління перемикачем: Дозволяє керувати за допомогою простих звуків рота, таких як звук клацання, поп -звуку або «е-е».
- Фонові звуки: Фоновий звук маскує небажаний зовнішній або зовнішній шум

### Збільшення використання 5G
iOS 15 дозволяє більшій кількості програм та системних функцій використовувати підключення 5G, ніж iOS 14, включаючи:
- Завантаження програм
- Резервне копіювання та відновлення в iCloud
- Завантаження вмісту з Apple TV+ у більш високій роздільній здатності

Він також дозволяє пристроям із підключенням 5G автоматично повертатися до з'єднання 5G, коли виникають проблеми з продуктивністю в незахищеній або незакритій бездротовій мережі.

### Покращення програми

#### FaceTime
iOS 15 додає кілька нових функцій до FaceTime, включаючи:
- Перегляд сітки для групових бесід
- Портретний режим, потрібен чип A12 Bionic або пізніша версія
- Об'ємний звук
- Режим голосової ізоляції: видалення фонового шуму під час дзвінків
- Режим широкого спектру
- Посилання FaceTime та вебінтеграція: дозволяють користувачам Android та Microsoft Windows приєднуватись до дзвінків
- Інтеграція календаря
- Сповіщення про відключення звуку, які дають користувачам знати, коли вони розмовляють під час вимкнення звуку
- Тепер FaceTime може використовувати всі камери заднього виду (на сумісних пристроях)
- SharePlay дозволяє слухати музику або дивитися фільми одночасно з друзями.[14]

#### Мемодзі
У Memoji є більше можливостей налаштування, включаючи новий одяг, два різні кольори очей, нові окуляри, нові наклейки, різнокольорові головні убори та нові можливості доступності.

#### Спільний доступ до вас
Повідомлення також представляє нову функцію під назвою «Спільний доступ до вас», яка впорядковує посилання та інший вміст, надісланий через Повідомлення, у виділеному розділі їхніх рідних додатків для подальшого перегляду (наприклад, стаття новин, надіслана за допомогою повідомлень, відображається у програмі Новини).

#### Карти
Карти Apple отримують кілька нових функцій:
- Більша глибина була додана до карт їзди за допомогою 3D-моделювання, що полегшить інтерпретацію напрямків, коли ви зіткнетеся з дорогами, які йдуть над або під тією, по якій рухається, включаючи будівлі, мости та дерева.
- 3D-глобус з новою палітрою кольорів та збільшеними деталями гори, пустелі та лісу
- Збільшення інформації про дорожній рух, смуги повороту, велосипедні, автобусні та таксі, середні межі, пішохідні переходи
- Прогулянки в доповненій реальності на пристроях A12 або пізніших версіях
- Перероблені картки місць
- Покращена фільтрація для пошуку
- Простіше повідомляти про проблеми з картою
- Нічний режим, встановлений у Картах, тепер відповідає нічному режиму, встановленому в ОС, замість того, щоб активувати його лише вночі, і кольори покращуються.
- Інформація про громадський транспорт: маршрути та час громадського транспорту з можливістю закріпити улюблені маршрути до вершини. Сповіщення в додатку сповіщатимуть користувачів, коли їм потрібно вийти з автобуса або поїзда. Інформацію про транспорт можна побачити на підключеному Apple Watch.

#### Світлини
Програма «Світлини» тепер може вручну встановлювати час і дату фотографії. Додаток також дозволяє користувачеві переглядати інформацію про фотографію, таку як камера, яка використовується для фотографування, та розмір файлу фотографії. У додатку «Світлини» тепер користувач може шукати місця, які є всередині зображень, однак ця функція працює лише на чипі Apple A12 та пізніших версіях.

#### Камера
Покращений режим панорамної зйомки на iPhone 12 та новіших версіях: менше геометричних спотворень у панорамних знімках із подовженими полями зору, шумом та зменшенням смуги, що утворюються на зображенні через зміну яскравості та контрастності під час переміщення камери з боку в бік і меншого розмиття та чіткість зображення навіть під час зйомки рухомих об'єктів у межах панорами.

#### Сафарі
Safari був повністю перероблений, перемістивши панель вкладок та адресний рядок у нижню частину екрана. Тепер він має групи вкладок, що дозволяє користувачам впорядковувати вкладки та ділитися цілими групами вкладок. Розширення для браузерів вперше доступні в Safari для iOS; це ті самі розширення, доступні в Safari для Mac. Safari автоматично оновить URL-адреси HTTP до HTTPS, якщо це сумісно. Підтримується аудіокодек WebM.
Safari відкриється з новою стартовою сторінкою; при запуску можна мати власну сторінку, яка містить розділи, включаючи вибране, найбільш часто відвідувані сайти, пропозиції Siri тощо
Кліпи додатків є більш відкритими: у Safari можна показати повноекранний попередній перегляд кліпу програми.
Приватне реле маскує IP-адресу користувача, зберігаючи регіон, але не фактичне місцезнаходження. Він також захищає роздільну здатність запитів DNS і небезпечний трафік HTTP у всіх додатках. Ця функція не буде доступна в Білорусі, Колумбії, Єгипті, Казахстані, материковому Китаї, Росії, Саудівській Аравії, Південній Африці, Туркменістані, Уганді та Філіппінах.

#### Siri
Тепер Siri працює в автономному режимі, пропонуючи коротший час відповіді на найпоширеніші запити, які не потребують підключення до Інтернету. Потрібен чип A11 Bionic або пізнішої версії.
Тепер Siri може читати всі вхідні сповіщення та дозволяти користувачам відповідати на них за допомогою її голосу. Це можна ввімкнути для певних додатків.

#### Стан здоров'я
Тепер можна передавати дані про стан здоров'я.
Додано новий контрольований параметр під назвою «Стійкість при ходьбі», який визначає ризик падіння за допомогою гіроскопічних датчиків, які вимірюють рівновагу, стабільність та координацію.
Додано аналіз тенденцій, тобто горизонтальні лінії, які показують тенденцію різних параметрів у довгостроковій перспективі.
Результати лабораторних досліджень дозволяють імпортувати лабораторні результати у програму «Здоров'я» від постачальника медичних послуг.

#### Файли
Групи — це новий режим перегляду, який групує файли одного типу.
Вбудований редактор PDF може вставляти сторінки з наявних файлів або сканувати, видаляти сторінки та повертати сторінки. PDF-файли також можна заблокувати паролем.

#### Гаманець
- Ключі: iPhone може розблокувати вибрані розумні замки з підтримкою HomeKit. Потрібен iPhone з чипом A12 або новішим.[22]
- Ідентифікаційні картки та посвідчення водія: iPhone може зберігати копію посвідчення особи або водійського посвідчення, виданих відповідними державним органами США. Аризона, Джорджія, Коннектикут, Айова, Кентуккі, Меріленд, Оклахома та Юта будуть першими штатами, які підтримають цю функцію.[23]

### Безпека та конфіденційність

#### Звіт про конфіденційність програми
Активувавши реєстрацію цієї програми, користувач може установити 7-денний період часу, коли різні програми отримують доступ до певних даних та доменів або вебсайтів, які вони відвідують.

#### Siri покращила конфіденційність
На пристроях із системою Apple A12 Bionic на чипі або новішій версії Siri тепер перетворює звук у слова на самому пристрої, а не надсилає його на сервери Apple.

#### Приховати мою електронну пошту
Функція «Приховати мою електронну пошту» створює випадкові адреси електронної пошти, які пересилають у вхідні, щоб електронну пошту можна було надсилати та отримувати анонімно.

#### CSAM
Застосунок CSAM визначає відомий матеріал сексуального насильства над дітьми (CSAM) в облікових записах iCloud Photos. Це розпізнавання базується на перцептивному хеші під назвою NeuralHash.
Siri та Search також оновлюються для втручання, коли користувачі виконують пошук за запитами, пов'язаними з CSAM. Додаток «Повідомлення» попереджатиме дітей та їх батьків, коли вони отримуватимуть або надсилатимуть фотографії сексуального характеру, розмивати надіслані та отримані фотографії. Для цього створена функція «Безпека спілкування», яку можуть включити батьки, оскільки за замовчуванням вона не активована.

#### Цифровий спадок
Завдяки функції Digital Legacy можна обрати "спадкоємців", у яких з'явиться доступ до iCloud користувача після його смерті. Можна буде обрати так званих "п'ять" контактів-"спадкоємців" (Legacy Contact), які зможуть отримати доступ до даних, особистої інформації на iCloud: фотографій, документів і навіть до покупок. Функція Legacy Contact  доступна у публічній бета-версії iOS 15.2 

### Інші зміни
- Додано нові віджети: Пошта, Контакти, Ігровий центр, Знайти мене, App Store, Сон, Погода.[33]
- Шпалери iOS 13 були видалені в першій бета-версії iOS 15.
- iOS 15 пропонує нові шпалери у двох режимах: світлому та темному.

## Підтримувані пристрої
Усі пристрої, що підтримують iOS 13 та iOS 14, також підтримують iOS 15. Нижче наведено список пристроїв, які підтримують iOS 15:
| - iPhone 6S - iPhone 6S Plus - iPhone SE (1-го покоління) - iPhone 7 - iPhone 7 Plus - iPhone 8 - iPhone 8 Plus - iPhone X - iPhone XS - iPhone XS Max - iPhone XR - iPhone 11 - iPhone 11 Pro - iPhone 11 Pro Max - iPhone SE (2-го покоління) - iPhone 12 Mini - iPhone 12 - iPhone 12 Pro - iPhone 12 Pro Max - iPhone 13 Mini - iPhone 13 - iPhone 13 Pro - iPhone 13 Pro Max - iPhone SE (3-го покоління) | - iPod Touch (7‑го покоління) |